# 2056 Nancy

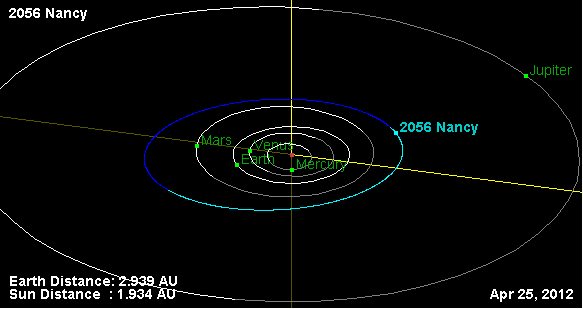

2056 Nancy è un asteroide della fascia principale. Scoperto nel 1909, presenta un'orbita caratterizzata da un semiasse maggiore pari a 2,2175935 UA e da un'eccentricità di 0,1393579, inclinata di 3,93289° rispetto all'eclittica.
Prende il nome da Nancy Lou Zissell Marsden, moglie dell'astronomo britannico Brian Marsden.